# FIBA European Championship 1991/92
Die Saison 1991/92 war die 35. Spielzeit der FIBA European Championship, die von der FIBA Europa veranstaltet und bis 1991 als FIBA Europapokal der Landesmeister bezeichnet wurde. Mit dieser Saison wurde der Wettbewerb für mehr als eine Mannschaft pro Nation geöffnet.
Den Titel gewann zum ersten Mal KK Partizan Belgrad aus Jugoslawien.

## Format

### Teilnehmer
Es nahmen 33 Mannschaften am Wettbewerb teil, darunter der Titelverteidiger aus dem Vorjahr und die Meister sämtlicher nationalen Ligen.
Ligen, die Vertreter im letztjährigen Final Four hatten, durften zwei (Israel) oder sogar drei (Italien, Jugoslawien und Spanien) Mannschaften teilnehmen lassen.

### Modus
- Erste und zweite Runde:
  - Die Sieger der Spielpaarungen der ersten und der zweiten Runde wurden in Hin- und Rückspiel ermittelt. Entscheidend war das gesamte Korbverhältnis beider Spiele. Die Sieger der zweiten Runde erreichten die Gruppenphase, in der 16 Mannschaften um den Einzug ins Viertelfinale kämpften. Direkt für die Gruppenphase qualifiziert war der Titelverteidiger sowie die Meister aus Italien, Jugoslawien und Spanien.
- Gruppenphase, Viertelfinale und Final Four
  - Es wurden zwei Gruppen mit je acht Mannschaften gebildet. Das Format war ein Rundenturnier, jeder spielte zweimal gegen jeden, sodass ein jedes Team 14 Spiele absolvierte. Die jeweils vier Besten jeder Gruppe erreichten das Viertelfinale. Das Viertelfinale wurde im „Best-of-Three“ ausgetragen. Dabei trafen die Gruppenersten auf die Gruppenvierten und die Gruppenzweiten auf die Gruppendritten der jeweils anderen Gruppe. Das erste Spiel fand in der Halle des jeweils schlechter Platzierten statt, dass zweite und falls nötig dritte Spiel in der Halle des Besserplatzierten. Die vier Sieger erreichten das Final Four, aus welchem der Sieger des Wettbewerbs hervorging.

## 1. Runde
- Hinspiele: 12. September 1991
- Rückspiele: 19. September 1991

|                              | Gesamt  |                      | Hinspiel | Rückspiel |
| ---------------------------- | ------- | -------------------- | -------- | --------- |
| Möllersdorf Traiskirchen     | 158:213 | Maes Pils Mechelen   | 78:107   | 80:106    |
| Pezoporikos Larnaka          | 175:174 | USK Prag             | 92:88    | 83:86     |
| Partizani Tirana             | 146:208 | Aris Thessaloniki    | 79:98    | 67:110    |
| Maccabi Rischon LeZion       | 213:157 | CSA Steaua Bukarest  | 111:78   | 102:79    |
| BBC Union Sportive Hiefenech | 161:182 | Vevey Riviera Basket | 84:84    | 77:98     |

## 2. Runde
- Hinspiele: 3. Oktober 1991
- Rückspiele: 10. Oktober 1991

|                          | Gesamt  |                         | Hinspiel | Rückspiel |
| ------------------------ | ------- | ----------------------- | -------- | --------- |
| Maes Pils Mechelen       | 175:150 | Kingston London         | 86:76    | 89:74     |
| Pezoporikos Larnaka      | 162:233 | Knorr Bologna           | 88:109   | 74:124    |
| Śląsk Wrocław            | 162:181 | Aris Thessaloniki       | 74:75    | 88:106    |
| Maccabi Rishon LeZion    | 144:148 | Commodore Den Helder    | 89:75    | 55:73     |
| Vevey Riviera Basket     | 163:199 | BC Kalev                | 81:86    | 82:113    |
| Scania Södertälje        | 154:195 | Estudiantes Caja Postal | 76:98    | 78:97     |
| KTP Basket               | 154:211 | Philips Milano          | 84:105   | 70:106    |
| Fenerbahçe Istanbul      | 123:174 | FC Barcelona            | 73:79    | 50:95     |
| Szolnoki Olajbányász     | 137:181 | KK Partizan Belgrad     | 65:92    | 72:89     |
| ZSKA Sofia               | 140:235 | Bayer 04 Leverkusen     | 77:132   | 63:103    |
| Ungmennafélag Njarðvíkur | 150:208 | KK Cibona Zagreb        | 76:111   | 74:97     |
| Benfica Lissabon         | 163:164 | Olympique d’Antibes     | 89:76    | 74:88     |

## Gruppenphase
Bei Punktgleichheit zweier oder dreier Teams entschied nicht das Korbverhältnis, sondern der direkte Vergleich untereinander.
Wegen der Jugoslawienkriege mussten die jugoslawischen bzw. kroatischen Mannschaften ihre Spiele außerhalb ihres Landes austragen; alle wählten spanische Städte als Austragungsort der „Heimspiele“.
| - 1. Spieltag: 31. Oktober 1991 - 2. Spieltag: 7. November 1991 - 3. Spieltag: 28. November 1991 - 4. Spieltag: 5. Dezember 1991 - 5. Spieltag: 12. Dezember 1991 - 6. Spieltag: 19. Dezember 1991 - 7. Spieltag: 9. Januar 1992 | - 8. Spieltag: 16. Januar 1992 - 9. Spieltag: 23. Januar 1992 - 10. Spieltag: 30. Januar 1992 - 11. Spieltag: 6. Februar 1992 - 12. Spieltag: 13. Februar 1992 - 13. Spieltag: 20. Februar 1992 - 14. Spieltag: 27. Februar 1992 |

### Gruppe A
| Team                        | Sp | S  | N  | P+   | P-   |
| --------------------------- | -- | -- | -- | ---- | ---- |
| 1. Knorr Bologna            | 14 | 10 | 4  | 1229 | 1148 |
| 2. FC Barcelona             | 14 | 10 | 4  | 1205 | 1129 |
| 3. Maccabi Electra Tel Aviv | 14 | 10 | 4  | 1311 | 1254 |
| 4. KK Cibona Zagreb         | 14 | 9  | 5  | 1287 | 1232 |
| 5. Slobodna Dalmacija Split | 14 | 7  | 7  | 1271 | 1270 |
| 6. Olympique d’Antibes      | 14 | 4  | 10 | 1291 | 1385 |
| 7. BC Kalev                 | 14 | 3  | 11 | 1281 | 1354 |
| 8. Phonola Caserta          | 14 | 3  | 11 | 1185 | 1288 |

|           | Bologna     | Barcelona | Tel Aviv | Zagreb | Split         | Antibes | Kalev   | Caserta |
| --------- | ----------- | --------- | -------- | ------ | ------------- | ------- | ------- | ------- |
| Bologna   | *           | 77:74     | 96:83    | 94:97  | 85:80         | 106:81  | 90:87   | 95:78   |
| Barcelona | 71:67       | *         | 85:88    | 73:85  | 110:94        | 101:86  | 85:71   | 99:77   |
| Tel Aviv  | 81:83       | 83:94     | *        | 69:60  | 95:85         | 108:103 | 129:118 | 102:95  |
| Zagreb    | 87:74       | 76:83     | 97:101   | *      | 110:117 n. V. | 105:99  | 91:80   | 95:85   |
| Split     | 99:95 n. V. | 79:80     | 85:87    | 96:89  | *             | 92:90   | 89:86   | 72:77   |
| Antibes   | 78:103      | 78:85     | 86:95    | 93:100 | 83:81         | *       | 119:114 | 95:86   |
| Kalev     | 80:87       | 86:90     | 83:107   | 86:99  | 88:95         | 112:98  | *       | 90:84   |
| Caserta   | 72:77       | 82:75     | 84:83    | 82:96  | 95:107        | 97:102  | 91:100  | *       |

### Gruppe B
| Team                       | Sp | S  | N  | P+   | P-   |
| -------------------------- | -- | -- | -- | ---- | ---- |
| 1. Joventut de Badalona    | 14 | 11 | 3  | 1276 | 1114 |
| 2. Estudiantes Caja Postal | 14 | 10 | 4  | 1145 | 1096 |
| 3. Philips Milano          | 14 | 10 | 4  | 1264 | 1161 |
| 4. KK Partizan Belgrad     | 14 | 9  | 5  | 1178 | 1077 |
| 5. Bayer 04 Leverkusen     | 14 | 7  | 7  | 1217 | 1154 |
| 6. Maes Pils Mechelen      | 14 | 4  | 10 | 1112 | 1230 |
| 7. Aris Thessaloniki       | 14 | 3  | 11 | 1139 | 1359 |
| 8. Commodore Den Helder    | 14 | 2  | 12 | 1050 | 1190 |

|            | Badalona      | Postal | Milano        | Belgrad | Leverkusen  | Mechelen | Aris   | Den Helder |
| ---------- | ------------- | ------ | ------------- | ------- | ----------- | -------- | ------ | ---------- |
| Badalona   | *             | 91:66  | 75:81         | 79:76   | 95:92 n. V. | 96:78    | 91:69  | 96:66      |
| Postal     | 73:86         | *      | 74:68         | 75:72   | 80:78       | 101:83   | 88:58  | 98:87      |
| Milano     | 103:107 n. V. | 70:65  | *             | 89:94   | 103:82      | 113:93   | 117:86 | 88:78      |
| Belgrad    | 76:75         | 75:95  | 86:70         | *       | 93:69       | 87:67    | 99:65  | 111:77     |
| Leverkusen | 88:84         | 81:91  | 67:72         | 80:73   | *           | 98:89    | 126:80 | 93:63      |
| Mechelen   | 80:101        | 68:73  | 68:97         | 86:72   | 70:89       | *        | 92:76  | 75:64      |
| Aris       | 92:118        | 88:99  | 108:111 n. V. | 75:83   | 103:89      | 86:84    | *      | 74:69      |
| Den Helder | 74:82         | 91:67  | 78:82         | 75:81   | 58:85       | 77:79    | 93:79  | *          |

## Viertelfinale
- 1. Spiel: 12. März 1992
- 2. Spiel: 17. März 1992
- 3. Spiel: 19. März 1992

|                                                  | Serie | 1           | 2     | 3     |
| ------------------------------------------------ | ----- | ----------- | ----- | ----- |
| KK Partizan Belgrad – Knorr Bologna              | 2:1   | 78:65       | 60:61 | 69:65 |
| Philips Milano – FC Barcelona                    | 2:0   | 80:79       | 86:71 | –     |
| KK Cibona Zagreb – Joventut de Badalona          | 0:2   | 68:73       | 67:92 | –     |
| Maccabi Elite Tel Aviv – Estudiantes Caja Postal | 2:1   | 98:97 n. V. | 74:98 | 54:55 |

## Final Four

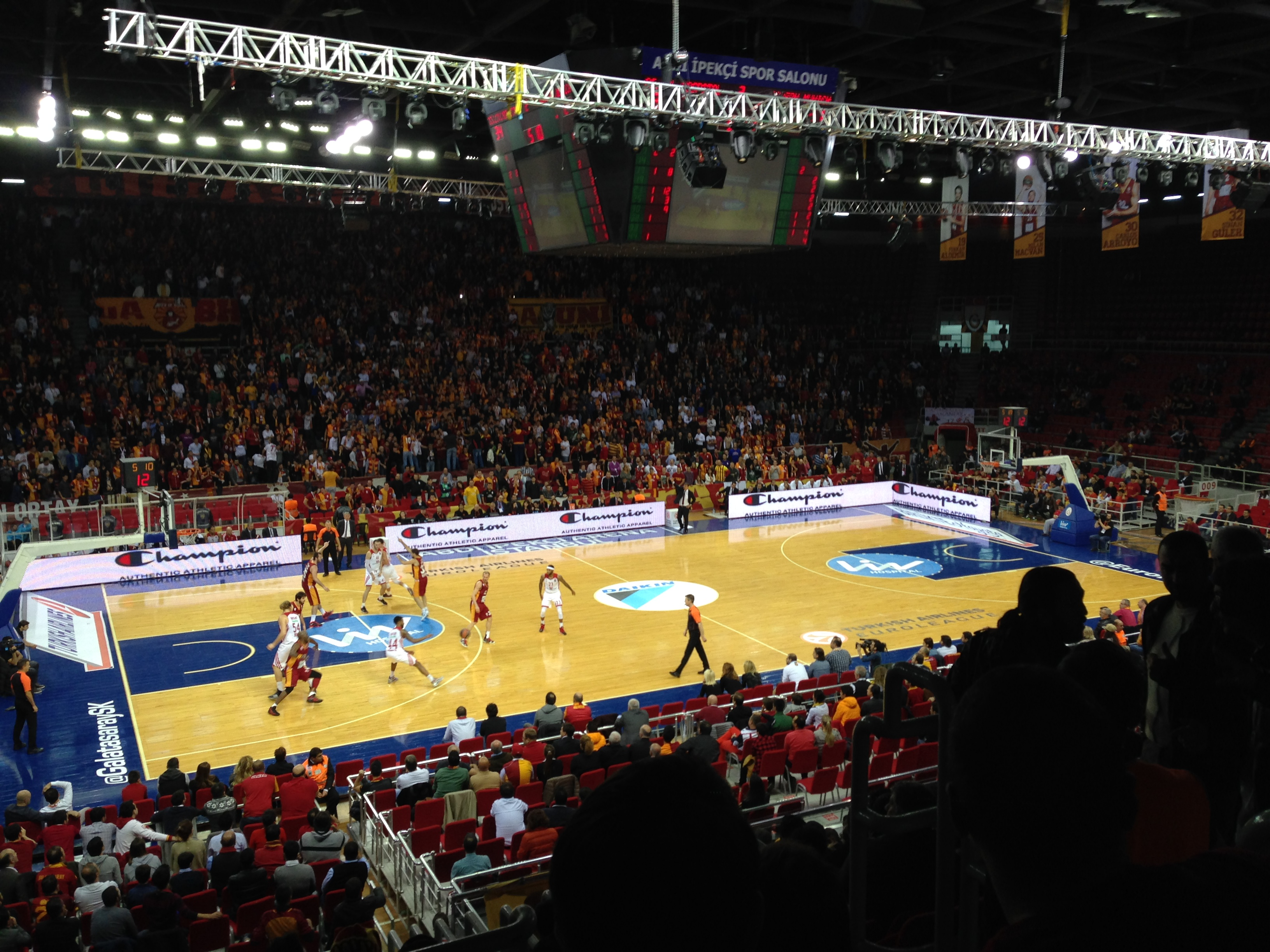
Abdi İpekçi Arena

Das Final Four fand vom 14. bis 16. April 1992 in der Abdi İpekçi Arena in Istanbul, Türkei, statt.

### Halbfinale
Die Halbfinalspiele fanden am 14. April 1992 statt.
|                      | Ergebnis |                         |
| -------------------- | -------- | ----------------------- |
| KK Partizan Belgrad  | 82:75    | Philips Milano          |
| Joventut de Badalona | 91:69    | Estudiantes Caja Postal |

### Spiel um Platz 3
Das Spiel um Platz 3 fand am 16. April 1992 statt.
|                | Ergebnis |                         |
| -------------- | -------- | ----------------------- |
| Philips Milano | 99:81    | Estudiantes Caja Postal |

### Finale
| Paarung              | KK Partizan Belgrad – Joventut de Badalona |
| Ergebnis             | 71:70 |
| Datum                | 16. April 1992 |
| Halle                | Abdi İpekçi Arena, Istanbul |
| Zuschauer            | 9.500 |
| KK Partizan Belgrad  | Aleksandar Đorđević 23 Punkte, Predrag Danilović 25, Ivo Nakić 5, Zoran Stevanović 6, Slaviša Koprivica 4, Nikola Lončar 2, Mlađan Šilobad 4, Željko Rebrača, Vladimir Dragutinović 2 Trainer: Željko Obradović |
| Joventut de Badalona | Rafa Jofresa 8, Jordi Villacampa 13, Harold Pressley 20, Corny Thompson 5, Juan Antonio Morales 6, Carlos Ruf, Tomàs Jofresa 18, Jordi Pardo Trainer: Lolo Sainz                                                |

### Auszeichnungen

#### Alphonso Ford Top Scorer Trophy (Topscorer Saison)
- Nikos Galis (Aris Thessaloniki)

#### Final FourMVP
- Predrag Danilović (KK Partizan Belgrad)

#### Topscorer des Endspiels
- Predrag Danilović (KK Partizan Belgrad): 25 Punkte

#### All-Final Four Team
- Aleksandar Đorđević (KK Partizan Belgrad)
- Predrag Danilović (KK Partizan Belgrad)
- Jordi Villacampa (FC Barcelona)
- Harold Pressley (FC Barcelona)
- Slaviša Koprivica (KK Partizan Belgrad)